# 坂口良治
坂口 良治（さかぐち りょうじ、1959年4月25日 - ）は、福岡県出身のドラマー。また、米米CLUB、JUNGAPOPのメンバー(ドラムス)。愛称は「リョージェイ/RYO-J」。血液型A型。

## 来歴
- 1982年、WITHを結成。解散後はドラマーとして数々のアーティストのレコーディング、コンサートをサポートする。
- 1985年当時は米米CLUBに入るか、シブ楽器隊（シブがき隊のバックバンド）に入るか迷っていたということだったが[1]、同年5月31日に米米CLUBのステージを観に行き[1]、その後同年6月に米米CLUBに加入し、ドラムスを担当。1995年4月に音楽性の違いで脱退。
- 仕事でAMAZONSの斉藤久美と知り合い結婚。
- 1995年8月に「Jungapop」を結成。ドラムス担当。
- 2006年4月の米米CLUB再結成に伴い復帰、現在は二つのバンドを掛け持っている。

## メンバー
米米CLUB
- ジェームス小野田（ボーカル）
- カールスモーキー石井（ボーカル、MC）
- BON（ベース）
- フラッシュ金子（サックス、キーボード）
- RYO-J（ドラムス）
- ジョプリン得能（ギター、キーボード）
- ベー（ギター）
- MINAKO（ダンス）
- MARI（ダンス）

JUNGA POP
- 坂口良治 (Dr)
- 尾上一平 （Vo）
- 高橋"Jr."知治 (Bass&Harmonica)
- 蓑輪単志 (Key)
- 是永巧一 (Gt)